# Humrich
Humrich (lub też Vyhlídka) – wzgórze w Dolní Řasnicach w Czechach o wysokości 512 m n.p.m. Należy do Pogórza Izerskiego, więc jest zbudowane przede wszystkim z gnejsów.

## Szlaki i miejsca[1][4]
Przy miejscach podano również, jak daleko w linii prostej znajduje się dany obiekt.
- Żółty szlak turystyczny "Panelka" - 320 m
- Źródło strumienia Řasnice - 500 m
- Wodospad Arnoltický - 1500 m
- Granica z Polską - 1500 m
- centrum wsi Dolní Řasnice - 3 km
- Horní Řasnice - 3 km